# 里維·阿卡曼
里維·阿卡曼（Levi Ackerman）是日本漫畫家諫山創創作的漫畫《進擊的巨人》中的虛構角色。里維是調查兵團特別作戰小組班長，又被稱作是里維班。里維班由精銳的四名士兵組成，並且由里維統率，專精於和巨人作戰。里維班在保護故事中男主角艾連·葉卡的同時也負責在艾連巨人化且失控的狀況下將其擊殺。即使里維在故事中是一名配角，但是關於他的背景故事在本傳漫畫中里維的導師肯尼登場後以及外傳漫畫《進擊的巨人 無悔的選擇》中逐漸揭露。

## 創作構思
里維是諫山創以漫畫《守望者》中的角色變臉羅夏为原型设计的，并且以谏山在紀錄片《耶穌營》中注意到的一个孩子的名字命名。谏山指出，他赋予里維和羅夏相同的特徵，但是將他設定為一名潔癖者，讓他和羅夏不注重衛生的形象形成鲜明对比。谏山表示，米卡莎、里維和肯尼都具有阿卡曼血统。不過他们保護他們各自所重視的人的理由，與血統本身無關，而是「他們的本性」。在外傳漫畫《進擊的巨人 無悔的選擇》的作畫駿河光開始作畫之前，她的編輯建議她參觀首都圈外地下排水通道，以便她可以更好地想象里維和他的同伴在故事開始時所居住的首都地下街。在畫里維时，骏河試圖讓里維看起来比進擊的巨人本傳中的他更年轻。她指出，里維平時鮮少表達情感，這使得她在作畫时很難決定要如何畫出里維的表情。

### 配音員
里維的日文配音神谷浩史認為里維具有「坚忍而冷静」、一名潔癖者和「人類最强的士兵」等特質，這讓里維在動畫初登場前就很受歡迎。但是在神谷為里維配音時，卻面臨著極大的壓力。因為儘管里維很受歡迎，但製作動畫的工作人員中卻没有人知道他的背景故事，這使得配音員很難去飾演這個角色。在諮詢了導演荒木哲郎和音響監督三間雅文后，神谷了解到里維並非他所想像的超人型角色。因此，神谷研究了進擊的巨人中里維的動作场面和表情，以便正确地表達他的情感。神谷喜歡在動畫第三季中登場的新角色肯尼和里維之間的互動，因為肯尼作為里維年幼時的導師，兩人之間的聯繫和互動讓人們更容易理解里維這名角色。神谷與肯尼的配音員山路和宏成為了朋友，並討論他们飾演的角色之间錯綜複雜的關係使得他們之間必須要互相戰鬥。因此神谷認為第三季的故事讓里維成为了一个更受歡迎的角色。
馬修·默瑟在被選為里維的英文配音之前就是《進擊的巨人》的粉絲。他認為里維他最喜欢的角色，尤其是因為他在道德上的模糊性。根據默瑟的说法，虽然里維被認為是人類對抗巨人的戰鬥中最強大的士兵，但为了生存，他經常被迫做出一些黑暗的决定。默瑟表示“扮演这个極其複雜、黑暗、激烈但仍然充满英雄氣概的角色绝对是一種樂趣”。

## 劇中表現

### 進擊的巨人
調查軍團兵長，同時是調查兵團特別作戰小組班長。能力在米卡莎之上。身材不高（米卡莎稱之為「死矮子」）卻擁有「人類最強的士兵」之稱號，有傳言他一個人的戰鬥力相當於一個旅（約400人，不同於現實世界的旅）。斬擊時為一手正常持刀，一手反手持刀，一瞬間便可以秒殺兩個巨人。喜歡用立體機動裝置速戰，通常戰鬥在一瞬間就結束。擁有例如丟擲拋棄刀片損傷巨人視力後斬殺、利用立體機動裝置使用螺旋斬等優秀技術。在與米卡莎對抗女巨人救出艾連時，迅速砍傷女巨人多處部位的關節及肌肉使其無法動彈。
小時候與身為妓女的母親居住，母親死後則與「割喉者」肯尼一起住，並接教導里維戰鬥的技巧和如何生存，現今許多行動、思想皆是受其影響。在肯尼死前詢問肯尼與自己母親的關係及當初為何離開自己的原因，得知自己是少數倖存的阿卡曼一族，在原作中阿卡曼（或譯為阿克曼）一詞的設定來自德语"Ackermann"及意第绪语"Ackerman"，意为「田間勞作的人」，有趣的是阿卡曼恰好也與“惡魔”的日文同音，米卡莎、里維和肯尼三人同為最後僅存的阿卡曼一族，而米卡莎為阿卡曼族與東洋族的混血；在艾爾迪亞帝國時期，阿卡曼一族是帝國培育出來的重要戰力，也擔任保護王族的任務，但舉國遷往帕拉迪島的第145代弗利茲王，計畫是打造放棄戰爭、不對外侵略、與世隔絕的淨土，所以阿卡曼族不再獲得重視，且因阿卡曼族不受始祖巨人的能力影響，無法被消除記憶，也不會變身為無垢巨人，成為反抗佛利茲王的潛在威脅，導致後來被政府追殺迫害，也遭受艾爾迪亞人的排斥，阿卡曼一族在島上的人數都幾近滅亡，直到肯尼被真正的王烏利·雷斯捉到後，烏利承諾不再追殺阿卡曼族，而肯尼則被烏利感化宣誓臣服，替真正的王族雷斯家族及中央憲兵團效力。
有嚴重潔癖，對打掃的要求非常高。在特別篇中用手帕擦拭身上沾到的巨人之血。但在自己的部下臨終前，毫不猶豫的握住其沾滿血的手並答應會消滅世界上所有巨人。
在軍事法庭上，以「教訓」的名義毆打艾連，並在最後成功爭取艾連加入調查軍團，並讓其加入軍團特別作戰小組。第一次捕獲女巨人作戰事件中，因阻止女巨人攻擊米卡莎而導致左腳負傷。動畫版中，第57次牆外調查回城途中，因年輕士兵的私心而引來巨人追擊，里維命令負責載運隊友遺體的士兵丟棄多餘的屍體來減輕馬車的重量，進而避免了在平原上與巨人交戰，事後並不因此怪罪年輕的士兵；而在調查軍團執行第二次捕獲女巨人作戰時與艾爾文團長及憲軍團待在一起，但在女巨人出現後前去支援。曾站在女巨人頭上嘗試令具恐懼崩潰。最後關頭當亞妮即將連同艾連的巨人化一同結晶化時，用刀刃砍開艾連巨人化型態的後頸，將艾連救出。第57次牆外調查回城後，負責監視尼克神父並說服他坦白牆壁的秘密。
在聯合部隊奪回艾連歸來後，成立了新里維班。接獲艾爾文的指示後命令約翰與阿爾敏假扮成艾連與希絲特莉亞，引誘利布斯商會補抓，並之後率領新里維班突擊利布斯商會的倉庫，但卻沒殺掉半個人，反而與會長迪默·利布斯做了一個重大交易：調查軍團將艾連與希絲特莉亞交出，但前提是：1.必須與調查軍團站同一陣線 2.必須完全相信調查軍團 3.今後利布斯商會所弄到的珍稀食材與奢侈品（例如紅茶）必須優先提供給調查軍團。
利布斯商會在運送中央憲軍團的憲兵薩尼斯和拉爾夫故意讓馬車跌落溪谷，並被調查軍團抓獲。動畫則改為在兩人不知其已與調查軍團合作的情況下向兩人提供里維的位置而反遭捕獲。其後與漢吉負責拷問薩尼斯與拉爾夫。故意威脅拉爾夫講出準備好的講稿，讓薩尼斯誤以為其背叛了中央與自己講出實話，隨後突破心防供出其實雷斯家才是真正的王室。奉行艾爾文「讓希絲特莉亞繼位為國家女王」的命令，以暴力方式逼迫希絲特莉亞同意成為革命後的新任女王，但此強硬作為亦引發新里維班的成員對其產生不信任感。
在得知利布斯商會遭到第一憲兵識破消滅，艾連與希絲特莉亞被再度被帶走後，與其他調查軍團成員監視某葬儀社的棺材（裡面疑似是艾連與希絲特莉亞）時，遭遇「割喉者」肯尼率領「對人壓制部隊」突擊，瞬間隨行同伴被殺到只剩自己一人，憤怒地拔出刀欲與肯尼決一死戰。逃進酒館中的里維為了擺脫像袋中之鼠般遭包圍的窘境，使用酒館中自衛的槍射向肯尼，肯尼則在瞬間反應過來持椅子擋住子彈的重擊而保住一命，里維則在之後殺了三名在屋頂上的對人壓制部隊成員後趁亂逃走。
因調查軍團裡新里維班遭到王政府通緝而逃亡，逃亡期間捉到兩名憲軍團新兵，說明了現況並說服兩人加入。與新特別作戰小組和漢吉共七人進行突襲，造成對方傷亡慘重且成功奪回艾連與希絲特莉亞。在牆內的內亂完全解決後，對新里維班表達出謝意。
在調查軍團進行瑪利亞之牆奪還行動時，曾認為新兵太弱小，之後在艾爾文的帶領以及新兵捨命支援下，成功靠近野獸巨人吉克，並將之巨人化型態擊敗，但在壓制吉克時，附近的隊友已經全數死光，吉克被車力巨人救走。吉克逃走後，里維面臨選擇艾爾文或阿爾敏的生死，里維認為艾爾文是人類獲勝的希望，決定把針劑給艾爾文。但在最後關頭里維決定將巨人之力的針劑給予艾爾文時，艾爾文卻在彌留之際無意識中甩開里維的手，並喃喃著夢話道：「老師說那些並不存在，怎麼調查證明出來的？」（此為小時候的艾爾文在課堂中舉手詢問父親的問題，雖是導致父親被王政府殺害的原因卻也是當時啟發艾爾文從小渴望探索世界真相的契機）。里維頓時改變了想法，認為艾爾文已經背負太多，不想讓艾爾文再度回到這個地獄，死亡才是對艾爾文的拯救與解脫，於是便將針劑賜予阿爾敏。
四年後在雷貝里歐之戰時，與吉克·葉卡再度交手，看似殺死了對方，但實際上只是演戲，俘虜吉克之後便一直監視他，並與吉克居住在某處森林裡。聽了吉克如何將拉加哥村的村民變為巨人後，認為對方毫無人性，視人命如草菅，而收到最前線有關艾連率領的葉卡派動向後，打算在他們兄弟會面之前處理掉吉克，但老謀深算的吉克早已在流通所有軍團內的紅酒中加入了自己的脊髓液，而使他率領的部下們全都變成巨人，但吉克沒料到他會將自己的部下全殺死後又將自己逮了回來，將雷槍插入吉克的肚子中並把導線綁在吉克脖子上，並示意吉克亂動就會沒命，之後吉克刻意讓雷槍引爆，後里維也被爆炸波及而兩敗俱傷（里維失去了右手的食指和中指，同時臉上有多道的傷痕）。後來以弗洛克為首的葉卡派成員發現里維並打算殺死他，但被俘虜的漢吉搶先一步抱著跳河逃走。里維保住了一命，但身受重傷，漢吉幫里維縫治身上、臉上多處傷口並用繃帶包覆傷處，處在昏迷狀態，並且在馬後面以拖行方式運送。之後覺得自己應該參加阻止艾連的作戰，雖然穿上裝置之後，連握住把手都有困難，不過仍堅持說兩根手指就夠了，並成功坐上飛船。在與歷代九大巨人對戰時，為了救柯尼而遭到其一巨人咬傷左腿但幸好仍能戰鬥，並最終斬殺了吉克完成了其答應艾爾文「必會殺死野獸巨人」的夙願。
與艾連的最終對決中，里維使用雷槍炸碎艾連巨人的門牙以便讓米卡莎進入艾連巨人的口中擊殺艾連本體，艾連死後重傷癱坐在地的里維見到了包含艾爾文在內已經犧牲的夥伴們的幻影，向他們獻上其於本作品中第一次也是最後一次的「獻出心臟」軍禮後流下眼淚。
三年後(857年)右眼已瞎，左腿也因傷殘疾依輪椅行動，由賈碧和法爾可共同照顧且待在牆外城市生活。

### 進擊的巨人 無悔的選擇
里維在進入調查軍團前是首都地下街出名的混混。年輕時在地下街時與夥伴弗蘭·徹奇及後來加入的伊莎貝爾·馬格諾莉亞，利用偷來的立體機動裝置作非法的勾當。為了完成議員尼可拉斯·羅沃夫的任務（拿回貪汙證據並殺掉艾爾文）故意被抓並接受艾爾文加入調查軍團的要求。因為自己做的選擇使弗蘭和伊莎貝爾死亡感到自責（在看見伊莎貝爾的頭顱而流下眼淚），但在艾爾文的勸說後決定背負他們的使命留在調查軍團奮戰並相信艾爾文能帶領他看到不一樣的風景。

## 反響

### 人氣

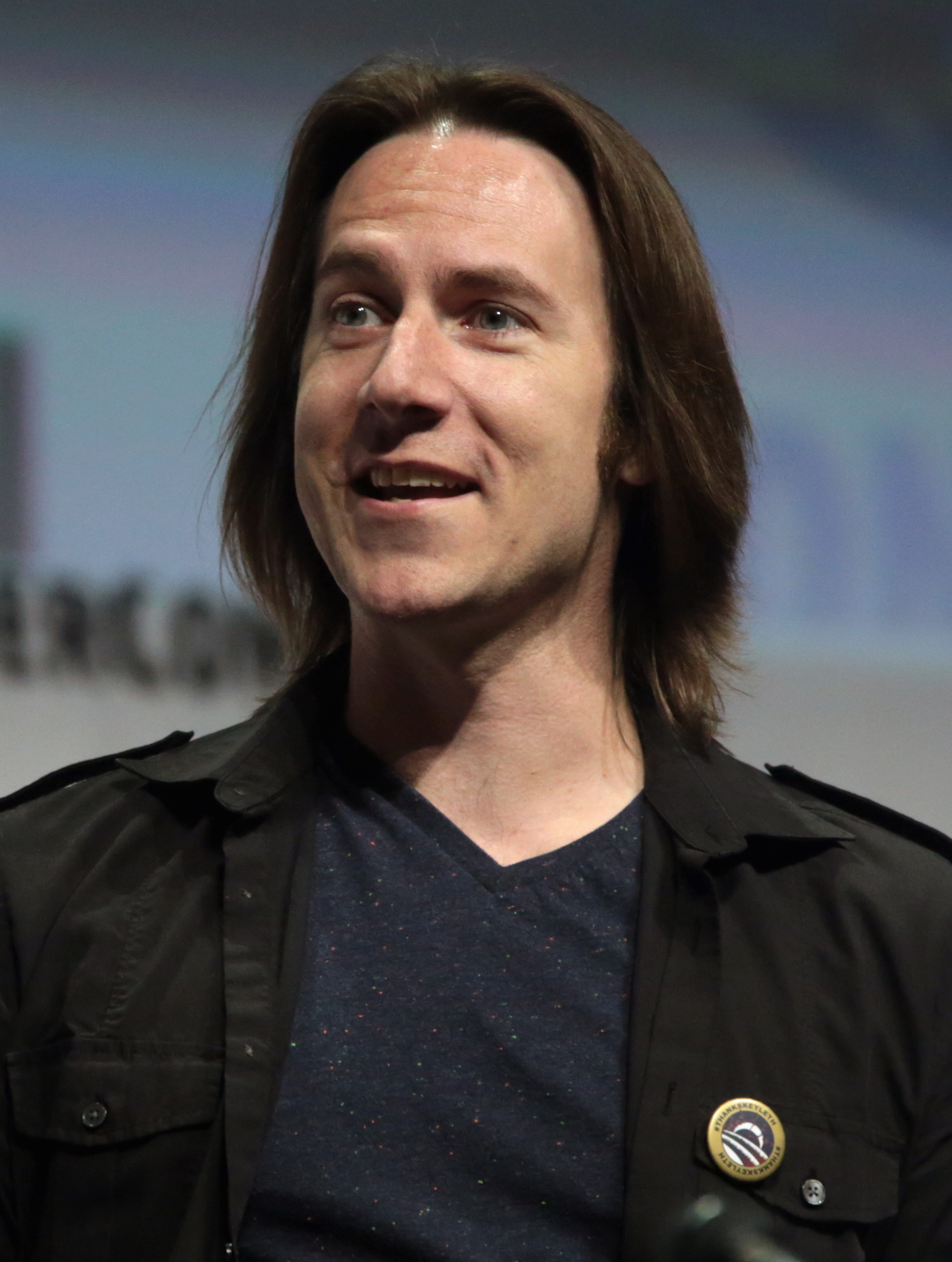
馬修·默瑟為里維的配音獲得好評。

在第3屆Newtype動畫獎項中，里維獲得最佳男角色第五名，神谷浩史獲得最佳聲優第二名。在Animedia角色奖中，里維在最有價值角色中排名第三。在第36屆Anime Grand Prix中，里維獲選最佳男角色在第3屆BTVA動畫配音獎中，马修·默瑟因里维獲得提名。在第7届Newtype動畫獎項中，里維獲得最佳男角色第五名。
在第四屆Crunchyroll動畫獎項中，里維與野獸巨人的戰鬥場面而提名。由於許多粉絲們喜歡里維雕像的臉部表情，更多表情類似的不同種類的商品被相繼推出並引發討論。

### 評論
在對動畫第一季的評論中，網站Complex.com将里維視為進擊的巨人動畫中的「希望」，因为在看到主角艾連被恐怖的巨人吃掉後，里維卻輕鬆地獨自殺死了巨人。然而，當艾連被揭露是一个可以輕鬆擊敗其他巨人的巨人时，大眾對里維的關注轉移到了艾連身上。另外，里維與肯尼的互動因其戰鬥编排和更多關於里維的背景故事而受到好評。動畫新聞網也稱讚默瑟的配音使里維的角色刻劃更加吸引觀眾的注意。第三季動畫中刻劃里維和肯尼之間富有悲劇性的關係以及對於兩人戰鬥的場景和結局的呈現受到許多評論家讚揚。第三季结束後，網站Den of Geek期待里維在故事結尾的行動，看他能否殺死主角艾連從而改變現状。漫畫書資源網很喜歡里維的戰鬥場面，並專門寫了一篇文章来介绍他在该系列中的十場最佳戰鬥，其中他與野獸巨人吉克的戰鬥位居榜首。
動畫新聞網認為，如果是里維的粉絲，那麼OVA改编值得一看。该網站指出，里維的背景故事以及他與其他角色的關係有助于建立他在本傳中的人設。英國動畫網路雖然注意到里維在動畫OVA和進擊的巨人本傳之間没有什麼變化，但認為衍生OVA很有趣，因为它發展了里維與艾爾文之間的關係，以及里維在地下世界生活後之所以會嚮往未知世界的動機。除此之外，里維是整個系列中最好的主角之一，超越了其他主角艾連、米卡莎和阿爾敏。另一方面，也有其他作家認為里維的背景故事令人感到困惑，因為OVA對於進一步理解這個系列的故事或是角色關係沒有幫助。

## 外部連結
Levi Ackerman at Attack on Titan anime official website